# Lasiochalcidia brevifrons
Lasiochalcidia brevifrons är en stekelart som beskrevs av Wallace A. Steffan 1951. Lasiochalcidia brevifrons ingår i släktet Lasiochalcidia och familjen bredlårsteklar.
Artens utbredningsområde är Guinea. Inga underarter finns listade i Catalogue of Life.